# Gordon Ramsay
Gordon James Ramsay, OBE, škotski kuharski mojster in televizijski voditelj, * 8. november 1966, Johnstone, Škotska, Združeno kraljestvo.
Velja za enega najboljših kuharskih mojstrov z restavracijami po celem svetu. V letu 2008 je s skupno devetimi Michelinovimi zvezdicami  tretji na seznamu kuharjev z Michelinovimi zvezdicami, takoj za francoskima kuharjema Joëlom Robuchonom in Alainom Ducassom.  
Je eden izmed samo treh kuharjev v Veliki Britaniji, ki imajo restavracijo s tremi Michelinovimi zvezdicami  . Njegova najbolj znana restavracija Gordon Ramsay pa je edina restavracija v Londonu, ki ima 3 Michelinove zvezdice. 
V zadnjih nekaj letih je dejaven tudi kot voditelj zelo gledanih oddaj s področja kulinarike, kot so Ramsay: Vražja kuharija (Hell's Kitchen), The F-Word in Ramsay's Kitchen Nightmares. Znan je predvsem po temperamentu in pretiranem preklinjanju. 

## Življenje in delo

### Začetki
Čeprav po rodu Škot, je Gordon od svojega 5. leta odraščal v kraju Stratford-Upon-Avon v Angliji. Imel je težko otroštvo, ki ga je zaznamovalo predvsem nasilno vedenje očeta, ki je bil pijanec in ženskar. Mama je bila sicer odlična kuharica, vendar Gordonova največja strast je bila takrat nogomet. Kuhar je postal po naključju, ko je moral zaradi resne poškodbe kolena pri 17 letih opustiti obetavno kariero nogometaša pri škotskem moštvu Glasgow Rangers. Ker ni imel veliko izbire, se je nazadnje vpisal na gostinski kolidž in zaključil izobraževanje iz hotelskega upravljanja. 
Na začetku je delal v več hotelih in restavracijah, vendar se je njegova pot do kuharskega mojstra začela pravzaprav leta 1986 v restavraciji Harvey's pod mentorstvom angleškega kuharskega mojstra Marca Pierre Whitea.  White, ki je bil znan tako po kulinarični virtuoznosti kot tudi po vzkipljivosti, je bil sprva Gordonov velik vzornik, vendar po nekaj manj kot treh letih, se je Ramsay naveličal njegovih nenehnih izbruhov in nasilništva ter se odločil, da želi nadaljevati kariero v Franciji. White mu je to odsvetoval in mu priporočil, naj ostane v Londonu in začne delati pri Albertu Rouxu v restavraciji Le Gavroche. Tam je Ramsay ostal eno leto, nato pa le odšel v Francijo, kjer se je tri leta izpopolnjeval v veščinah francoske kuhinje pri tamkajšnjih mojstrih kot sta Guy Savoy in Joël Robuchon. 

### Glavni kuhar
Leta 1993 je postal glavni kuhar v novo odprti restavraciji Aubergine.  V treh letih delovanja je bila restravracija nagrajena z dvema Michelinovima zvezdicama, Ramsay pa je s 27 leti postal najmlajši kuhar, ki mu je to uspelo. 
Leta 1998 je, star 31 let, v mestu Chelsea odprl svojo restavracijo, Gordon Ramsay, ki je 19. januarja 2001 dobila svojo tretjo Michelinovo zvezdico. Oktobra 2001 je odprl Gordon Ramsay at Claridge's, ki je dobila Michelinovo zvezdico leta 2003. Leto zatem je odprl Pétrus, ki ima v letu 2008 trenutno dve Michelinovi zvezdici. 

### Pisec kuharskih knjig
Prvo kuharsko knjigo, z naslovom Passion for Flavour, je izdal leta 1996. Kmalu je sledilo več knjig, ki so postale velike uspešnice, med njimi: Passion for Seafood (1999); A Chef for all Seasons (2000); Just Desserts (2001); Gordon Ramsay Makes it Easy (2005); Gordon Ramsay’s Sunday Lunch (2006); Gordon Ramsay’s Fast Food (2007); Gordon Ramsay, 3 Star Chef (2007; Gordon Ramsay’s Healthy Appetite (2008); Gordon’s Ramsay’s Cooking for Friends (2008). 
Oktobra 2006 je izdal svojo avtobiografijo, z naslovom Humble Pie, ki je kmalu po izidu postala uspešnica. V njej opisuje svoje življenje v kuhinji in izven nje. 

### Televizijska osebnost
Maja 2004 je za angleško televizijo Channel 4 posnel serijo kuharskih oddaj, z naslovom Ramsay's Kitchen Nightmares, ki je dobila nagrado Bafta in mednarodnega Emmya. Kmalu zatem je sledila serija Hell's Kitchen, v kateri je Gordon učil kuhati skupino zvezdnikov. Leta 2005 je prišla na spored njegova nova serija The F-Word, 2007 pa je za ameriško televizijo posnel še ameriško različico serije Hell's Kitchen, ki ji je sledila še serija Kitchen Nightmares. 

## Zasebno življenje
Gordon James Ramsay ima dve sestri, Yvonne in Diano, ter brata Ronalda.  V letu 2008 je devetič pretekel Londonski maraton. Njegov cilj je preteči maraton še v letu 2009. 
Od leta 1996 je poročen s Cayetano Elizabeth Hutcheson. Ima pet otrok: hčerko Holly in sina Jacka, ki sta dvojčka, hčerki Megan in Matildo ter sina Oscarja. 

## Nagrade in dosežki
Ramsay je eden izmed samo treh kuharjev v Veliki Britaniji, ki imajo restavracijo s tremi Michelinovimi zvezdicami . Druga dva sta Heston Blumenthal in Alain Roux.
Leta 1995 je od angleške kraljice dobil priznanje Red britanskega imperija.
Julija 2006 je dobil tretjo nagrado Catey, najpomembnejšo nagrado, ki se v Veliki Britaniji podeljuje za dosežke v gostinstvu in hotelirski industriji. S tem je postal šele tretji človek, ki mu je to uspelo. 
Leta 2006 je bil enajstič zapored razglašen za najboljšega kuharja v Londonu. 
Vodič po restavracijah, Harden's, je njegovo, s tremi Michelinovimi zvezdicami nagrajeno restavracijo Gordon Ramsay, osem let zapored proglasil za najboljšo restavracijo v Londonu. Za leto 2009 pa bo ta naziv pripadal drugi Ramsayevi restavraciji Pétrus, ki jo vodi njegov bivši učenec in prijatelj Marcus Wareing. 
Revija Forbes ga je avgusta 2008 razglasila za tretjega največjega zaslužkarja ($7.5 milijona prihodkov na leto) med t. i. "zvezdniškimi kuharji". 
Po besedah Chrisa Hutchesona, ki je Ramsayev tast in direktor združbe Gordon Ramsay Holdings, ima Gordon Ramsay v letu 2008 15 milijonov funtov prihodka, kar ga uvršča na sam vrh najbolje plačanih kuharjev na svetu.